# Opogona fumiceps
Opogona fumiceps är en fjärilsart som beskrevs av Felder 1875. Opogona fumiceps ingår i släktet Opogona och familjen äkta malar.
Artens utbredningsområde är Sri Lanka. Inga underarter finns listade i Catalogue of Life.